# Julia Clair
Julia Clair (Saint-Dié-des-Vosges, 20 marzo 1994) è una saltatrice con gli sci francese.

## Biografia
In Coppa Continentale, la massima competizione femminile di salto prima dell'istituzione della Coppa del Mondo nella stagione 2012, ha esordito il 12 agosto 2007 a Bischofsgrün (52ª). In Coppa del Mondo ha esordito nella gara inaugurale del 3 dicembre 2011 a Lillehammer (34ª) e ha conquistato il primo podio il 22 marzo 2014 a Planica (3ª).
In carriera ha partecipato a due edizioni dei Giochi olimpici invernali, Soči 2014 (19ª nel trampolino normale) e Pechino 2022 (34ª nel trampolino normale), e a quattro dei Campionati mondiali (7ª nella gara a squadre a Planica 2023 il miglior piazzamento).

## Palmarès

### Mondiali juniores
- 2 medaglie:
  - 1 argento (gara a squadre a Liberec 2013)
  - 1 bronzo (gara a squadre a Val di Fiemme 2014)

### Coppa del Mondo
- Miglior piazzamento in classifica generale: 11ª nel 2014
- 2 podi (1 individuale, 1 a squadre):
  - 2 terzi posti

### Coppa Continentale
- Miglior piazzamento in classifica generale: 9ª nel 2015